# Grace Jividen
Grace Lillian Jividen (ur. 12 czerwca 1964 w Buffalo) – amerykańska judoczka. Olimpijka z Barcelony 1992, gdzie zajęła siódme miejsce w wadze średniej.
Uczestniczka mistrzostw świata w 1986, 1989, 1995, 2001 i 2003. Startowała w Pucharze Świata w latach 1990, 1992, 1995, 1999, 2002 i 2004. Brązowa medalistka igrzysk panamerykańskich w 1995 i siódma w 2003. Zdobyła cztery medale na mistrzostwach panamerykańskich w latach 1990–2003. Brązowa medalistka akademickich MŚ w 1984 roku.

## Letnie Igrzyska Olimpijskie 1992
| Konkurencja | Rundy eliminacyjne  | Repasaże            | Repasaże             | Repasaże             | Klas. końcowa |
| Konkurencja | 1/16                | Przeciwnik I        | Przeciwnik II        | Przeciwnik III       | Miejsce       |
| ----------- | ------------------- | ------------------- | -------------------- | -------------------- | ------------- |
| 66 kg       | Odalis Revé (CUB) P | Wu Mei-ling (TPE) Z | Anita Király (HUN) Z | Heidi Rakels (BEL) P | 7.            |